# Kinderverpleegkundige

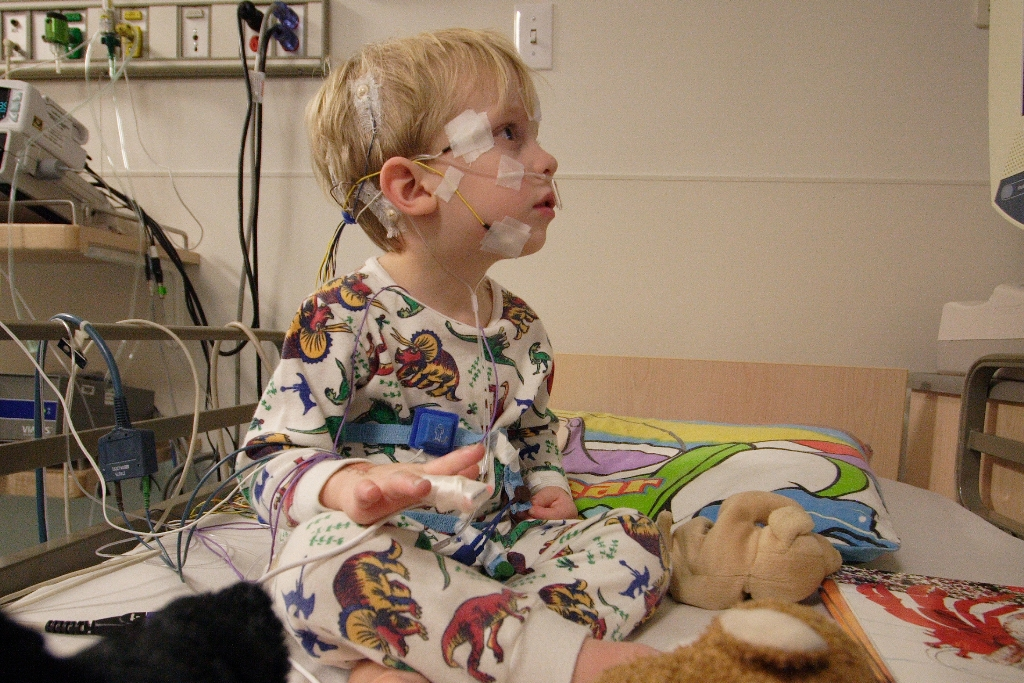
Een kind aan een polysomnograaf.

Een kinderverpleegkundige is een verpleegkundige met een specialistische vervolgopleiding, gericht op de zorg voor kinderen van 0-18 jaar oud. 
Een kinderverpleegkundige kan werken op een kinderafdeling in het ziekenhuis, maar ook in de kinderthuiszorg of intramurale instellingen die zorg bieden aan deze doelgroep. 
Een kinderverpleegkundige geeft in principe dezelfde zorg als bij volwassen patiënten, maar wel nadrukkelijk rekening houdend met specifieke (on)mogelijkheden van kinderen. Per ziekenhuis verschilt de leeftijdsbovengrens 16 dan wel 18 jaar. De kinderverpleegkundige is verantwoordelijk voor de zorg van kinderen met de meest uiteenlopende ziektes op verschillende specialismes. Een van de grote verschillen met volwassenen is dat een kinderverpleegkundige ook vaak te maken krijgt met kinderziekten en dat het begeleiden van zieke kinderen en de ouders andere vaardigheden en technieken vereist.

## Specialisme
Als kinderverpleegkundige mag je niet op alle specialismen werken. Voor sommige specialismen dient men een extra opleiding te volgen. Enkele voorbeelden zijn:
- Kinderoncologie
- Kinder-SEH
- Kinder-IC
- Kinder-High Care
- Neonatologie

## Opleiding

### Duitsland
In Duitsland duurt de opleiding tot kinderverpleegkundige minimaal drie jaar en maximaal vijf jaar. Om toegelaten te kunnen worden dient men in het bezit te zijn van een diploma verpleegkunde.

### Nederland
In Nederland duurt de opleiding circa 1 à 1,5 jaar. Om toegelaten te kunnen worden dient men in het bezit te zijn van een diploma verpleegkunde.
Lijst van verpleegkundige specialisaties · portaal · afbeeldingen